# Tottenham Hotspur F.C.
Tottenham Hotspur Football Club, večkrat imenovan Tottenham ali Spurs, je angleški profesionalni nogometni klub v Tottenhamu, Londonu, ki igra v angleški Premier Ligi. Tottenham Hotspur Stadium je dom kluba od aprila 2019, kateri je zamenjal njihov prejšnji dom White Hart Lane, ki je bil porušen, da naredi prostor za stadion. Njihovo igrišče za trening se nahaja na Hotspur Way v Bulls Cross v London Borough of Enfield. Lastnik kluba je ENIC Group. Tottenham igra v domačih kompletih, ki ima bel dres in modre hlače vse od sezone 1898–99. Klubski logotip predstavlja kokoš na žogi, z motom ("To Dare Is to Do").
Ustanovljen v 1882, Tottenham je zmagal FA Cup prvič leta 1901, zaenkrat edini neligaški klub, ki mu je to uspelo narediti to vse od začetka Lige v 1888. Tottenham je postal prvi klub v 20 stoletju, ki mu je uspelo zmagati Ligo in FA Cup (Double), v sezoni 1960–61. Potem, ko so uspeli ubraniti FA Cup v 1962 in v 1963 so postali prvi angleški klub, ki je zmagal en izmed turnirjev Uefe. Bili so tudi zmagovalci UEFA Pokala v 1972, kjer je postal prvi angleški klub, ki je osvojil dve veliki Evropski trofeji. V celoti, Spurs je osvojil dve ligi, osem FA Pokalov, štiri Ligaške Pokale, sedem FA Community Shieldov, eden European Cup Winners' Cup in UEFA Pokal. Tottenham so bili tudi podprvaki v 2018–19 UEFA Liga Prvakov. Imajo dolgoletno rivalstvo z Arsenalom, s katerim gostijo derbi North London.

## Igralci
Posodobljeno na dan 30. junij 2021. 

### Trenutna ekipa
| Št. | Država       | Položaj | Igralec                 |
| --- | ------------ | ------- | ----------------------- |
| 1   | Francija     | GK      | Hugo Lloris (kapetan)   |
| 2   | Irska        | DF      | Matt Doherty            |
| 3   | Španija      | DF      | Sergio Reguilón         |
| 4   | Belgija      | DF      | Toby Alderweireld       |
| 5   | Danska       | MF      | Pierre-Emile Højbjerg   |
| 6   | Kolumbija    | DF      | Davinson Sánchez        |
| 7   | Južna Koreja | FW      | Son Heung-min           |
| 8   | Anglija      | MF      | Harry Winks             |
| 10  | Anglija      | FW      | Harry Kane (2. kapetan) |
| 11  | Argentina    | MF      | Erik Lamela             |
| 12  | Anglija      | GK      | Joe Hart                |
| 14  | Wales        | DF      | Joe Rodon               |
| 15  | Anglija      | MF      | Eric Dier               |
| 17  | Francija     | MF      | Moussa Sissoko          |

| Št. |                         | Položaj | Igralec                                |
| --- | ----------------------- | ------- | -------------------------------------- |
| 18  | Argentina               | MF      | Giovani Lo Celso                       |
| 19  | Anglija                 | MF      | Ryan Sessegnon                         |
| 20  | Anglija                 | MF      | Dele Alli                              |
| 23  | Nizozemska              | FW      | Steven Bergwijn                        |
| 24  | Slonokoščena obala      | DF      | Serge Aurier                           |
| 25  | Anglija                 | DF      | Japhet Tanganga                        |
| 27  | Brazilija               | FW      | Lucas Moura                            |
| 28  | Francija                | MF      | Tanguy Ndombele                        |
| 29  | Anglija                 | MF      | Oliver Skipp                           |
| 33  | Wales                   | DF      | Ben Davies                             |
| 38  | Združene države Amerike | DF      | Cameron Carter-Vickers                 |
| 41  | Anglija                 | GK      | Alfie Whiteman                         |
| 45  | Brazilija               | FW      | Carlos Vinícius (na posoji iz Benfice) |
| 47  | Anglija                 | FW      | Jack Clarke                            |

### Glavni trenerji v klubski zgodovini
- Povzeto glede na podatke, ko so postali trenerji Tottenham Hotspur:

| - 1898 Frank Brettell - 1899 John Cameron - 1907 Fred Kirkham - 1912 Peter McWilliam - 1927 Billy Minter - 1930 Percy Smith - 1935 Wally Hardinge (začasni) - 1935 Jack Tresadern - 1938 Peter McWilliam - 1942 Arthur Turner - 1946 Joe Hulme - 1949 Arthur Rowe - 1955 Jimmy Anderson - 1958 Bill Nicholson - 1974 Terry Neill - 1976 Keith Burkinshaw - 1984 Peter Shreeves - 1986 David Pleat - 1987 Trevor Hartley (začasni) - 1987 Doug Livermore (začasni) - 1987 Terry Venables - 1991 Peter Shreeves - 1992 Doug Livermore - Ray Clemence - 1993 Osvaldo Ardiles - 1994 Steve Perryman (začasni) - 1994 Gerry Francis - 1997 Chris Hughton (začasni) - 1997 Christian Gross - 1998 David Pleat (začasni) - 1998 George Graham - 2001 David Pleat (začasni) - 2001 Glenn Hoddle - 2003 David Pleat (začasni) - 2004 Jacques Santini - 2004 Martin Jol - 2007 Clive Allen (začasni) - 2007 Juande Ramos - 2008 Harry Redknapp - 2012 André Villas-Boas - 2013 Tim Sherwood - 2014 Mauricio Pochettino - 2019 José Mourinho - 2021 Ryan Mason (začasni) - 2021 Nuno Espirito Santo |

### Top 20 trenerjev v klubski zgodovini
Povzeto glede na % zmag v vseh tekmovanjih
|    | Trener                      | Leta                      | Število tekem | Zmage | Procent zmag |
| -- | --------------------------- | ------------------------- | ------------- | ----- | ------------ |
| 1  | Frank Brettell              | 1898 - 1899               | 63            | 37    | 58.73        |
| 2  | Arthur Turner               | 1942 - 1946               | 49            | 27    | 55.10        |
| 3  | John Cameron                | 1899 - 1907               | 570           | 296   | 51.93        |
| 4  | David Pleat                 | 1986 - 1987               | 119           | 60    | 50.42        |
| 5  | Bill Nicholson              | 1958 - 1974               | 832           | 408   | 49.03        |
| 6  | Harry Redknapp              | 2008 - Present            | 34            | 16    | 47.00        |
| 7  | Arthur Rowe                 | 1949 - 1955               | 283           | 135   | 47.70        |
| 8  | Fred Kirkham                | 1907 - 1908               | 61            | 29    | 47.54        |
| 9  | Jimmy Anderson              | 1955 - 1958               | 161           | 75    | 46.58        |
| 10 | Percy Smith                 | 1929 - 1935               | 253           | 109   | 46.38        |
| 11 | Doug Livermore Ray Clemence | 1992 - 1993               | 51            | 23    | 45.09        |
| 12 | Martin Jol                  | 2004 - 2007               | 150           | 67    | 44.67        |
| 13 | Peter Shreeves              | 1984 - 1986 & 1991 - 1992 | 177           | 79    | 44.63        |
| 14 | Jack Tresadern              | 1935 - 1938               | 146           | 65    | 44.52        |
| 15 | Peter McWilliam             | 1913 - 1927 & 1938 - 1942 | 750           | 331   | 44.13        |
| 16 | 'The Directors'             | 1908 - 1913               | 231           | 99    | 42.86        |
| 17 | Joe Hulme                   | 1946 - 1949               | 150           | 64    | 42.67        |
| 18 | Keith Burkinshaw            | 1976 - 1984               | 431           | 182   | 42.23        |
| 19 | Terry Venables              | 1987 - 1991               | 165           | 67    | 40.61        |
| 20 | Billy Minter                | 1927 - 1929               | 124           | 49    | 39.52        |

## Najbolši igralci leta
Anketa povzeta iz Members & Season Ticket Holders
- 1987  Gary Mabbutt
- 1988  Chris Waddle
- 1989  Erik Thorstvedt
- 1990  Paul Gascoigne
- 1991  Paul Allen
- 1992  Gary Lineker
- 1993  Darren Anderton
- 1994  Jürgen Klinsmann
- 1995  Teddy Sheringham
- 1996  Sol Campbell
- 1997  Sol Campbell
- 1998  David Ginola
- 1999  Stephen Carr
- 2000  Stephen Carr
- 2001  Neil Sullivan
- 2002  Simon Davies
- 2003  Robbie Keane
- 2004  Jermain Defoe
- 2005–06  Robbie Keane
- 2006–07  Dimitar Berbatov
- 2007–08  Robbie Keane
- 2008–09  Aaron Lennon
- 2009–10  Michael Dawson
- 2010–11  Luka Modrić
- 2011–12  Scott Parker
- 2012–13  Gareth Bale
- 2013–14  Christian Eriksen
- 2014–15  Harry Kane
- 2015–16  Toby Alderweireld
- 2016–17  Christian Eriksen
- 2017–18  Jan Vertonghen
- 2018–19  Son Heung-min
- 2019–20  Son Heung-min
- 2020–21  Harry Kane